# Pont de Brookport
Le pont de Brookport, officiellement connu comme le pont Irvin S. Cobb est un pont en treillis qui porte la U.S. Route 45 d'un côté à l'autre de l'Ohio. Il s'agit d'un pont frontalier entre la ville de Paducah, au Kentucky, et celle de Brookport, en Illinois. Fait de béton et d'acier, le pont à deux voies compte dix portées, dont la plus longue mesure 216,7 mètres.
Il est nommé après le romancier Irvin S. Cobb, natif de Paducah. 
Le pont est réputé pour la difficulté de sa traversée, en raison de la largeur étroite du tablier, construit à partir de grilles d'acier. Des limites de tonnage et de largeur ont été imposées pour empêcher les véhicules lourds d'y circuler. Le pont sur l'Interstate 24, plus sécuritaire et grand, est recommandé aux automobilistes. 